# New Era Orchestra

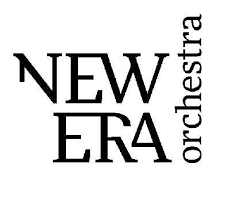
Logo

Das New Era Orchestra ist ein Kammerorchester, das 2007 in Kiew, Ukraine gegründet wurde. Mitbegründerin, künstlerische Leiterin und Dirigentin ist Tetjana Kalinitschenko (Тетяна Калініченко). Das Repertoire des Orchesters besteht aus Werken der klassischen und zeitgenössischen Musik.

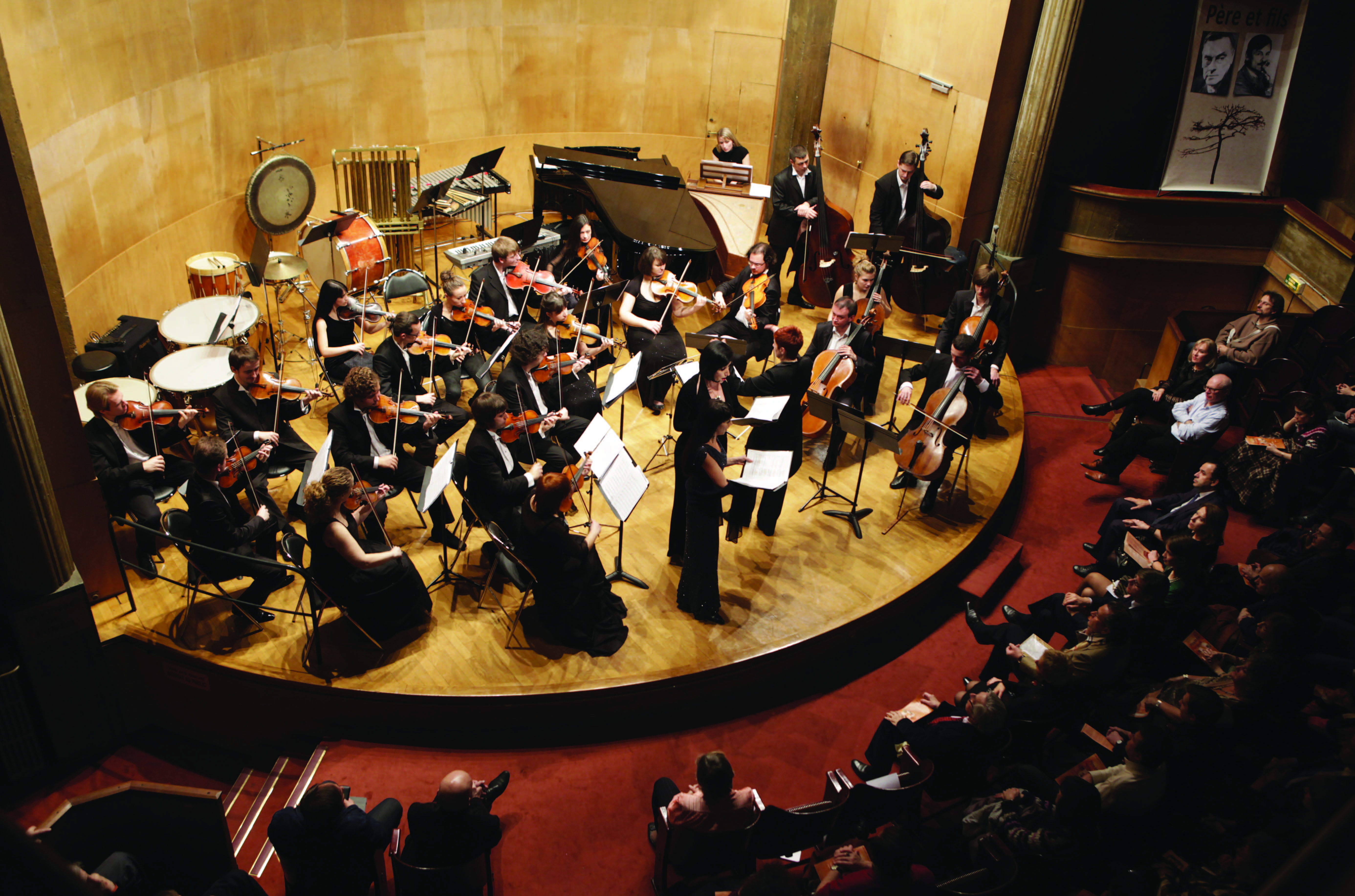
Das Orchester in der École Normale de Musique de Paris

## Geschichte
Das Ensemble wurde 2007 von Tetjana Kalinitschenko in Zusammenarbeit mit Andrij Risol (Андрій Володимирович Різоль) zusammengestellt. Die internationale Tätigkeit des Orchesters wurde von dem Geschäftsmann Jewhenij Utkin (Євгеній Володимирович Уткін) initiiert.
Das New Era Orchestra spielte auf zahlreichen Festivals in der Ukraine und im Ausland, wie dem multidisziplinären Festival für moderne Kunst Gogolfest, dem internationalen Filmfestival Molodist, dem internationalen Jazzfestival Jazz in Kiew, dem Festival für zeitgenössische Musik im Arsenal, GAIDA international zeitgenössische Musikfestival in Litauen. Die erste internationale Tournee des Ensembles Kiew–Paris–Moskau im Jahr 2010 wurde Andrei Tarkowski gewidmet.
In der Ukraine führte das New Era Orchestra als erstes Ensemble Musik von Komponisten wie John Adams, Philip Glass, Michael Nyman, John Tavener, Iannis Xenakis, Avner Dorman, Takashi Yoshimatsu, Marjan Mozetich, Georgs Pelecis und Arturs Maskats auf. Außerdem hat das Orchester einige Werke von zeitgenössischen Komponisten wie Joaquin Rodrígo, Yasushi Akutagawa, Vladimir Martynov, Pavel Karmanov, Leonid Desyatnikov und Krzysztof Penderecki uraufgeführt.
Das Orchester arbeitete mit zahlreichen international bekannten Solisten zusammen, darunter Joshua Bell, Sarah Chang, Avi Avital, Danjulo Ishizaka, Christoph Sietzen und Roman Mints. Das Orchester tritt außerdem häufig mit führenden ukrainischen Solisten auf, zum Beispiel der Geigerin Kyrylo Sharapov, Dmytro Marchenko (Vibraphon), dem Pianisten Roman Repka und dem Cellisten Artem Poludenny.

## Dirigentin und Künstlerische Leiterin
Tetjana Kalinitschenko ist seit 2007 künstlerische Leiterin und Chefdirigentin des New Era Orchestra. 2003 schloss sie ihr Dirigierstudium bei V. Gnedasch an der Nationalen Musikakademie der Ukraine Petro Tschaikowsky ab. Sie arbeitete als Gastdirigentin im Opern-Studio „Junge Oper“ am Konservatorium Kiew und am Dnipropetrowsk Akademischen Opern- und Balletttheater (2004–2006). Von 2004 bis 2010 war sie Dirigentin des National Presidential Orchestra der Ukraine.

## Das Projekt „Musical Bridges“
Das Projekt Musical Bridges (deutsch: Musikalische Brücken) ist eine langfristige Initiative zur Wiederbelebung des kulturellen Austauschs zwischen ukrainischen und ausländischen Musikern im Bereich der modernen und klassischen Musik, um die Ukraine kulturell auf internationaler Ebene zu integrieren und hochrangige internationale Musikkunst in der Ukraine populär zu machen. 2019 fand das Projekt im Rahmen des bilateralen Kulturjahres Österreich-Ukraine 2019 statt, gefördert von der ukrainischen Kulturstiftung, der österreichischen Botschaft Kiew und dem Österreichischen Kulturforum. Die Organisation des Projekts wird von dem Wohltätigkeitsfonds Glaube an dich selbst übernommen.